# Roberto Pischiutta
Roberto Pischiutta, noto anche con lo pseudonimo di Pivio (Genova, 7 giugno 1958), è un musicista e compositore italiano.

## Biografia
Fondatore nel 1979 con Marco Odino del gruppo new wave Scortilla, noti per l'hit Fahrenheit 451, dopo essersi laureato in Ingegneria Elettronica all'Università di Genova si trasferisce a Roma verso la fine degli anni ottanta e, insieme ad Aldo De Scalzi (quest'ultimo noto anche come autore partecipante allo Zecchino d'Oro con due brani: nel 1980 Banjo blu e nel 1982 Il pianeta Mallakà), dà vita ad un sodalizio artistico di alto livello nel campo della musica da film.
Ottenuta la notorietà internazionale con Il bagno turco, ha composto oltre 200 colonne sonore sia per il cinema che per la televisione tra cui Ormai è fatta!,  Casomai, El Alamein, Complici del silenzio, Si può fare, La peggior settimana della mia vita, Song 'e Napule (col quale nel 2014 vince il David di Donatello, il Nastro d'argento, il Globo d'oro ed il Bifest per la migliore colonna sonora), Ammore e malavita (col quale nel 2018 vince il David di Donatello sia per la migliore colonna sonora che per la miglior canzone, il Nastro d'argento sia per la migliore colonna sonora che per la miglior canzone, il Soundtracks Stars Award alla Mostra del cinema di Venezia, l'RdC Award per la miglior colonna sonora, il Ciak d'oro sia per la migliore colonna sonora che per la miglior canzone e la Ciliegia d'oro per la miglior colonna sonora) e le serie televisive di  Distretto di Polizia, L'ispettore Coliandro. Autore di album  con i Trancendental (Rinascimento, Deposizione, sempre con Aldo De Scalzi), svolge anche l'attività di produttore (Agricantus, Ramya & Nu-K, Ginevra). Con Aldo De Scalzi ha fondato l'etichetta discografica I dischi dell'espleta e la società di edizioni musicali Creuza.
Dopo aver esordito nel 2004 come solista con l'album Stupid World, nel 2016 torna alla realizzazione di un lavoro solista It's Fine, Anyway, scritto, suonato e cantato in quasi totale autonomia, previsto per diventare un film musicale ad episodi (il primo episodio ha esordito il 12 dicembre 2016 al Noir in Festival di Milano ed ha visto il riconoscimento di un Nastro d'Argento nel 2017 e del premio PIVI 2017).
Il 10 gennaio 2017, ad un anno dalla perdita di David Bowie, è uscito il suo nuovo lavoro Lodging a Scary Low Hero che contiene 12 cover tratte dagli album "berlinesi" Low, "Heroes", Lodger e Scary Monsters (and Super Creeps).
Il 7 giugno 2018, in occasione del suo sessantesimo compleanno, esce il singolo Muted Birthday, anteprima dell'album solista Mute uscito ufficialmente il 7 marzo 2019, cui ha fatto seguito l'11 settembre 2019 il suo primo album live Failed witness, registrazione del concerto tenutosi il 3 maggio 2019 alla Claque di Genova. Molti dei brani registrati in quell'occasione sono entrati a far parte del documentario Nothin' at all, diretto da Matteo Malatesta ed in anteprima assoluta alla settima edizione del Seeyousound Festival. Realizzato in pieno periodo di lockdown è invece il nuovo disco solista Cryptomnesia uscito il 7 ottobre 2020.
In occasione del quarantesimo anniversario del primo concerto degli Scortilla, il 24 febbraio 2020 torna alla ribalta discografica con Marco Odino e pubblica il nuovo album Fahrenheit 999 a nome della storica band new-wave.
Il 27 febbraio 2023 ha presentato in Dolby Atmos Pycnoleptic, secondo capitolo di una trilogia dedicata alle disfunzioni sensoriali come metafora politica del nostro tempo. Il disco contiene sette brani in inglese, a cavallo tra atmosfere psichedeliche vagamente beatlesiane e trame industrial che raccontano simbolicamente un mondo sempre più soggetto a continue sospensioni dello stato di coscienza (e della consapevolezza) proprio come la sindrome infantile indicata nel titolo, la picnolessia.
L'11 ottobre 2023 esce un nuovo disco solista Ugly Covers, costituito da 7 reinterpretazioni di brani di altri artisti scelti tra alcune pubblicazioni del periodo 1972-2007 che nel tempo avevano colpito gli ascolti del compositore genovese. Dai T-Rex di Marc Bolan ai Nine Inch Nails di Trent Reznor.
Nel novembre del 2024 completa la sua trilogia dedicata alle disfunzioni sensoriali con l'album Misophonia, letteralmente "odio per il suono" composto da tre cover e sei brani originali in inglese che completano la sua visione di un mondo sull'orlo del collasso sospeso tra atmosfere elettroniche e suggestioni etnico-orchestrali che, seppure più fruibile dei precedenti, nulla concede al mainstream proposto dai media e dal mercato discografico.
Nominato ufficialmente Ambasciatore di Genova nel Mondo, dal 2018 è presidente di A.C.M.F. Associazione Compositori Musiche per Film che annovera al suo interno le figure più rilevanti del mercato italiano nell'ambito della musica applicata alle immagini.
Da ottobre 2022 è membro del Consiglio di Gestione della SIAE.

## Colonne sonore

### Cinema

#### Pivio & Aldo De Scalzi
- Il bagno turco, regia di Ferzan Ozpetek (1997)
- Le faremo tanto male, regia di Pino Quartullo (1998)
- L'odore della notte, regia di Claudio Caligari (1998)
- Viola bacia tutti, regia di Giovanni Veronesi (1998)
- La seconda moglie, regia di Ugo Chiti (1998)
- I giardini dell'Eden, regia di Alessandro D'Alatri (1998)
- Elvjs e Merilijn, regia di Armando Manni (1998)
- Matrimoni, regia di Cristina Comencini (1998)
- I fobici, regia di Giancarlo Scarchilli (1999)
- I fetentoni, regia di Alessandro di Robilant (1999)
- Harem Suare, regia di Ferzan Ozpetek (1999)
- Ormai è fatta!, regia di Enzo Monteleone (1999)
- Amorestremo, regia di Maria Martinelli (2001)
- Lupo mannaro, regia di Antonio Tibaldi (2001)
- Nella terra di nessuno, regia di Gianfranco Giagni (2001)
- Blek Giek, regia di Enrico Caria (2001)
- Se fossi in te, regia di Giulio Manfredonia (2001)
- Nati stanchi, regia di Dominick Tambasco (2002)
- Il più bel giorno della mia vita, regia di Cristina Comencini (2002)
- I ragazzi di El Alamein, regia di Enzo Monteleone (2002)
- El Alamein - La linea del fuoco, regia di Enzo Monteleone (2002)
- Casomai, regia di Alessandro D'Alatri (2002)
- Turno di notte, regia di Carmen Giardina (2003)
- Uncut - Member Only, regia di Gionata Zarantonello (2003)
- Per sempre, regia di Alessandro di Robilant (2003)
- È già ieri, regia di Giulio Manfredonia (2004)
- Tre giorni d'anarchia, regia di Vito Zagarrio (2004)
- La persona De Leo N., regia di Alberto Vendemmiati (2005)
- La fiamma sul ghiaccio, regia di Umberto Marino (2006)
- 7 km da Gerusalemme, regia di Claudio Malaponti (2006)
- Il mercante di pietre, regia di Renzo Martinelli (2006)
- Piano 17, regia dei Manetti Bros. (2006)
- Maradona - La mano de Dios, regia di Marco Risi (2006)
- Vedi Napoli e poi muori, regia di Enrico Caria (2007)
- Dark Resurrection, regia di Angelo Licata (2007)
- Last Minute Marocco, regia di Francesco Falaschi (2007)
- Carnera - The Walking Mountain, regia di Renzo Martinelli (2007)
- Il mattino ha l'oro in bocca, regia di Francesco Patierno (2008)
- Si può fare, regia di Giulio Manfredonia (2008)
- Complici del silenzio, regia di Stefano Incerti (2009)
- Hollywood sul tevere, regia di Marco Spagnoli (2009)
- Barbarossa, regia di Renzo Martinelli (2009)
- Cavie, regia dei Manetti Bros. (2009)
- Left by the Ship, regia di Alberto Vendemmiati e Emma Rossi Landi (2010)
- Qualunquemente, regia di Giulio Manfredonia (2011)
- Questo mondo è per te, regia di Francesco Falaschi (2011)
- L'infiltré, regia di Giacomo Battiato (2011)
- C'è chi dice no, regia di Giambattista Avellino (2011)
- Box Office 3D - Il film dei film, regia di Ezio Greggio (2011)
- Hollywood Invasion, regia di Marco Spagnoli (2011)
- Diversamente giovane: Giovanna Cau, regia di Marco Spagnoli (2011)
- La peggior settimana della mia vita, regia di Alessandro Genovesi (2011)
- L'era legale, regia di Enrico Caria (2011)
- L'arrivo di Wang, regia dei Manetti Bros. (2011)
- A Wild Awakening – Mia, regia di Fulvio Ottaviano (2011)
- All'ultima spiaggia, regia di Gianluca Ansanelli (2012)
- Giuliano Montaldo - Quattro volte vent'anni, regia di Marco Spagnoli (2012)
- Il peggior Natale della mia vita, regia di Alessandro Genovesi (2012)
- The Butterfly Room, regia di Jonathan Zarantonello (2012)
- Razzabastarda, regia di Alessandro Gassmann (2012)
- Anna Magnani a Hollywood, regia di Marco Spagnoli (2013)
- Io ti ucciderò, regia di Francesco Cinquemani (2013)
- Essere Riccardo ... e gli altri, regia di Giancarlo Scarchilli (2013)
- Monk with a Camera, regia di Guido Santi e Tina Mascara (2013)
- Amori elementari, regia di Sergio Basso (2013)
- Song'e Napule, regia dei Manetti Bros. (2013)
- Le frise ignoranti, regia di Antonello De Leo e Pietro Loprieno (2015)
- Game Therapy, regia di Ryan Travis (2015)
- Ustica, regia di Renzo Martinelli (2016)
- L'uomo che non cambiò la storia, regia di Enrico Caria (2016)
- The Long March, regia di Sergio Basso (2016)
- The Startup, regia di Alessandro D'Alatri (2017)
- Suonare il cinema, regia di Matteo Malatesta (2017)
- Ammore e malavita, regia dei Manetti Bros. (2017)
- Restiamo amici, regia di Antonello Grimaldi (2018)
- Il tuttofare, regia di Valerio Attanasio (2018)
- Favola, regia di Sebastiano Mauri (2018)
- Un'avventura, regia di Marco Danieli (2019)
- La banalità del crimine, regia di Igor Maltagliati (2019)
- Tell Me Who I Am, regia di Sergio Basso (2019)
- Seven Little Killers, regia di Matteo Andreolli (2020)
- Non odiare, regia di Mauro Mancini (2020)
- Il silenzio grande, regia di Alessandro Gassmann (2021)
- Diabolik, regia di Manetti Bros. (2021)
- Belli ciao, regia di Gennaro Nunziante (2022)
- Il filo invisibile, regia di Marco Simon Puccioni (2022)
- Io & Spotty, regia di Cosimo Gomez (2022)
- Diabolik - Ginko all'attacco!, regia dei Manetti Bros. (2022)
- Bellezza addio, regia di Carmen Giardina e Massimiliano Palmese (2023)
- L'ultima volta che siamo stati bambini, regia di Claudio Bisio (2023)
- Diabolik - Diabolik chi sei ?, regia dei Manetti Bros. (2023)
- La casa di tutti, regia dei Manetti Bros. (2024)
- Piena di grazia, regia di Andree Lucini (2024)
- Musicanti con la pianola, regia di Matteo Malatesta (2024)
- US Palmese, regia dei Manetti Bros. (2025)
- Ho visto un re, regia dei Giorgia Farina (2025)
- Nottefonda, regia dei Giuseppe Miale Di Mauro (2025)

#### Pivio & Danilo Madonia
- Sleeping Around, regia di Marco Carniti (2007)

#### Pivio (singolarmente)
- Cold Ground, regia di Guido Santi (1996)
- Non dire gatto, regia di Giorgio Tirabassi (2001), David di Donatello 2002
- Il bastardo e l'handicappato, regia di Giampaolo Morelli (2005)
- Dora, regia di Sergio Basso (2007)
- Il caso Carretta, regia dei Manetti Bros. (2010)
- Paura 3D, regia dei Manetti Bros. (2012)
- Macabrus, regia dei Manetti Bros. (2013)
- It's Fine Anyway, regia di Marcello Saurino e Pivio (2016)
- The Wisdom Tooth, regia di Gregorio Sassoli (2019)
- Il caso Braibanti, regia di Carmen Giardina e Massimiliano Palmese (2020)
- Nothin' at All, regia di Matteo Malatesta (2021)
- B-Movie, regia di Matteo Malatesta (2022)

### Televisione
- La voce del sangue, regia di Alessandro di Robilant - film TV (2000)
- Per amore, regia di Peter Exacoustos e Carmela Cicinnati - film TV (2002)
- Questo amore, regia di Luca Manfredi - film TV (2003)
- Noi, regia di Peter Exacoustos - film TV (2004)
- Il tunnel della libertà, regia di Enzo Monteleone - film TV (2004)
- Il giorno del lupo - L'ispettore Coliandro 1, regia dei Manetti Bros. - film TV (2004)
- In trappola - L'ispettore Coliandro 1, regia dei Manetti Bros. - film TV (2005)
- Magia nera - L'ispettore Coliandro 1, regia dei Manetti Bros. - film TV (2005)
- Vendetta cinese - L'ispettore Coliandro 1, regia dei Manetti Bros. - film TV (2005)
- Ho sposato un calciatore, regia di Stefano Sollima - miniserie TV (2005)
- 1200°, regia di Dominique Othenin-Girard - film TV (2005)
- Il giudice Mastrangelo, regia di Enrico Oldoini - miniserie TV (2005)
- Il giudice Mastrangelo 2', regia di Enrico Oldoini - miniserie TV (2007)
- Distretto di polizia I  (2000)
- Distretto di polizia II (2001)
- Distretto di polizia III (2002)
- Distretto di polizia IV (2003)
- Distretto di polizia V (2005)
- Distretto di polizia VI (2006)
- Distretto di polizia VII (2007)
- Distretto di polizia VIII (2008)
- Distretto di polizia IX (2009)
- Distretto di polizia X (2010)
- Distretto di polizia XI (2011)
- Il bambino e la befana, regia dei Manetti Bros. - film TV (2006)
- Rapidamente, regia dei Manetti Bros. - film TV (2006)
- Morte di un confidente, regia dei Manetti Bros. - film TV (2006)
- L'uomo della carità, regia di Alessandro di Robilant - film TV (2007)
- Medicina generale, regia di Renato de Maria (2007)
- Il coraggio di Angela, regia di Luciano Manuzzi - film TV (2008)
- Anna e i cinque, regia di Monica Vullo (2008)
- Mai rubare a casa dei ladri - L'ispettore Coliandro 2, regia dei Manetti Bros. - film TV (2008)
- La pistola - L'ispettore Coliandro 2, regia dei Manetti Bros. - film TV (2008)
- Doppia rapina - L'ispettore Coliandro 2, regia dei Manetti Bros. - film TV (2008)
- Sesso e segreti - L'ispettore Coliandro 2, regia dei Manetti Bros. - film TV (2008)
- Medicina generale 2, regia di Luca Ribuoli e Francesco Micciché (2009)
- Un caso di coscienza 4, regia di Luigi Perelli - miniserie TV (2009)
- Il sospetto - L'ispettore Coliandro 3, regia dei Manetti Bros. - film TV (2009)
- Sangue in facoltà - L'ispettore Coliandro 3, regia dei Manetti Bros. - film TV (2009)
- Sempre avanti - L'ispettore Coliandro 3, regia dei Manetti Bros. - film TV (2009)
- Cous cous alla bolognese - L'ispettore Coliandro 3, regia dei Manetti Bros. - film TV (2009)
- Moana, regia di Alfredo Peyretti - miniserie TV (2009)
- 666 - L'ispettore Coliandro 4, regia dei Manetti Bros. - film TV (2010)
- Anomalia 21 - L'ispettore Coliandro 4, regia dei Manetti Bros. - film TV (2010)
- I delitti del cuoco, regia di Alessandro Capone - miniserie TV (2010)
- Un Natale per due, regia di Giambattista Avellino - film TV (2011)
- Walter Chiari, regia di Enzo Monteleone - miniserie TV (2012)
- Un Natale con i fiocchi, regia di Giambattista Avellino - film TV (2012)
- L'angelo di Sarajevo, regia di Enzo Monteleone - miniserie TV (2015)
- Max e Hélène, regia di Giacomo Battiato - film TV (2015)
- Rex, regia dei Manetti Bros. (2014-2015)
- Black Mamba - L'ispettore Coliandro 5, regia dei Manetti Bros. - film TV (2016)
- Testimone da proteggere - L'ispettore Coliandro 5, regia dei Manetti Bros. - film TV (2016)
- Salsa e merengue - L'ispettore Coliandro 5, regia di dei Manetti Bros. - film TV (2016)
- Doppia identità - L'ispettore Coliandro 5, regia dei Manetti Bros. - film TV (2016)
- Tassista notturno - L'ispettore Coliandro 5, regia dei Manetti Bros. - film TV (2016)
- Io non mi arrendo, regia di Enzo Monteleone - miniserie TV (2016)
- Fuoco amico -  Task force 4500, regia di Beniamino Catena (2016)
- La fine del mondo - L'ispettore Coliandro 6, regia dei Manetti Bros. - film TV (2017)
- Smartphone - L'ispettore Coliandro 6, regia dei Manetti Bros. - film TV (2017)
- Corri, Coliandro, Corri - L'ispettore Coliandro 6, regia dei Manetti Bros. - film TV (2017)
- Il team - L'ispettore Coliandro 6, regia dei Manetti Bros. - film TV (2017)
- Partita speciale - L'ispettore Coliandro 6, regia dei Manetti Bros. - film TV (2017)
- Mortal combat - L'ispettore Coliandro 6, regia dei Manetti Bros. - film TV (2017)
- Duisburg, regia di Enzo Monteleone - film TV (2018)
- Tutto il mondo è paese, regia di Giulio Manfredonia - film TV (2018)
- Caccia grossa - L'ispettore Coliandro 7, regia dei Manetti Bros. - film TV (2018)
- Vai col liscio - L'ispettore Coliandro 7, regia dei Manetti Bros. - film TV (2018)
- Serial Killer - L'ispettore Coliandro 7, regia dei Manetti Bros. - film TV (2018)
- Yakuza - L'ispettore Coliandro 7, regia dei Manetti Bros. - film TV (2018)
- La Dottoressa Giò, regia di Antonello Grimaldi - miniserie TV (2019)
- Illuminate 2, regia di registi vari (2019)
- Storia di Nilde, regia di Emanuele Imbucci (2020)
- Illuminate 3, regia di registi vari (2020)
- Masantonio, regia di Fabio Mollo ed Enrico Rosati (2021)
- Kabir Bedi - L'ispettore Coliandro 8, regia dei Manetti Bros. - film TV (2021)
- Tesoro nascosto - L'ispettore Coliandro 8, regia dei Manetti Bros. - film TV (2021)
- Intrigo maltese - L'ispettore Coliandro 8, regia dei Manetti Bros. - film TV (2021)
- Il fantasma - L'ispettore Coliandro 8, regia dei Manetti Bros. - film TV (2021)
- Questi fantasmi!, regia di Alessandro Gassmann - film TV (2024)

## Teatro
- K2, regia di Edoardo Erba (1999)
- Junun, regia di Fadhel Jaibi (2001)
- La forza dell'abitudine, regia di Alessandro Gassmann (2002)
- Le crociate viste dagli arabi, regia di Consuelo Barilari (2003)
- Infernetto, regia di Giorgio Tirabassi (2004)
- Corps otages, regia di Fadhel Jaibi (2006)
- La parola ai giurati, regia di Alessandro Gassmann (2008-2009)
- L'ebreo, regia di Enrico Maria Lamanna (2010)
- Roman e il suo cucciolo, regia di Alessandro Gassmann (2010)
- Immanuel Kant, regia di Alessandro Gassmann (2010)
- Riccardo III, regia di Alessandro Gassmann (2013)
- Qualcuno volò sul nido del cuculo, regia di Alessandro Gassmann (2015)
- La pazza della porta accanto, regia di Alessandro Gassmann (2015)
- Fronte del porto, regia di Alessandro Gassmann (2018)
- Il silenzio grande, regia di Alessandro Gassmann (2019)
- After the End, regia di Marco Simon Puccioni (2020)
- Racconti disumani, regia di Alessandro Gassmann (2022)

## Discografia parziale

### Pivio
- Cold Ground OST (1996)
- Stupid World (2004)
- Lost+Found Vol.2: Un certo discorso (2010)
- Paura OST (2012)
- It's Fine, Anyway (2016)
- Lodging a Scary Low Hero (2017)
- Muted Birthday, single (2018)
- Mute (2019)
- Failed Wiitness, live (2019)
- The Wisdom Tooth OST (2019)
- Il caso Braibanti OST (2020)
- Cryptomnesia (2020)
- Pycnoleptic (2023)
- Ugly Covers (2023)
- Misophonia (2024)
- HELLo, HELLo (2025)

### Pivio & Aldo De Scalzi
- Maccaia (1991)
- Mirag (1995)
- Cold Ground (1996)
- Viola bacia tutti (1998)
- Le faremo tanto male (1998)
- La seconda moglie (1998)
- L'odore della notte (1998)
- K2 (1999)
- Ormai è fatta! (1999)
- Harem Suare (1999)
- I fetentoni (1999)
- Nella terra di nessuno (2001)
- Se fossi in te (2001)
- Distretto di polizia (2001)
- Amorestremo (2001)
- Blek Giek (2002)
- Casomai (2002)
- El Alamein - La linea del fuoco (2002)
- Distretto di polizia 2-3 (2003)
- Per sempre (2003)
- Noi – Per amore (2004)
- Il tunnel della libertà (2005)
- La persona De Leo N. (2005)
- Piano 17  (2005)
- Il giudice Mastrangelo (2006)
- L'ispettore Coliandro (2006)
- La forza dell'abitudine (2006)
- 1200° (2006)
- Il mercante di pietre (2006)
- Distretto di polizia 4-5-6 (2006)
- Crimini (2006)
- Maradona - La mano de Dios (2007)
- Last Minute Marocco (2007)
- 7 km da Gerusalemme (2007)
- Medicina generale (2007)
- La parola ai giurati (2007)
- Il mattino ha l'oro in bocca (2008)
- Carnera - The Walking Mountain (2008)
- Si può fare (2008)
- Complici del silenzio (2009)
- Hollywood sul Tevere (2009)
- Barbarossa (2009)
- Cavie (2009)
- Moana (2009)
- L'ebreo (2010)
- Roman e il suo cucciolo (2010)
- Lost+Found Vol.1: 3 giorni di anarchia+Uncut (2010)
- L'ispettore Coliandro: Nuovi brani ... (2010)
- L'infiltré (2011)
- A wild awakening (2011)
- Questo mondo è per te (2011)
- L'arrivo di Wang (2011)
- Hollywood Invasion (2011)
- L'era legale (2011)
- The Butterffly Room (2012)
- Rejected Zongz (2012)
- La peggior settimana della mia vita (2012)
- Un Natale x 2 (2012)
- Razzabastarda, promo CD (2012)
- Natale coi Fiocchi (2013)
- Razzabastarda (2013)
- Monk with a Camera (2013)
- Rex (2014)
- Lost+Found Vol.3: Short Movies (2015)
- Le frise ignoranti (2015)
- Game Therapy (2015)
- Noir songs (2015)
- L'ispettore Coliandro Vol. III (2016)
- Ustica (2016)
- The Startup (2017)
- Suonare il cinema - DVD (2017)
- Ammore e malavita (2017)
- Favola (2018)
- Il tuttofare (2018)
- La banalità del crimine (2018)
- Tell me who I am + The chinese sketchbook (2019)
- Non odiare (2020)
- Masantonio (2021)
- Il silenzio grande (2021)
- Diabolik (2021)
- Il filo invisibile (2022)
- Spotty & Us (2022)
- L'ispettore Coliandro - the funky adventures (2022)
- Diabolik - Ginko all'attacco! (2022)
- L’ultima volta che siamo stati bambini (2023)
- Diabolik - Diabolik chi sei ? (2023)
- Questi fantasmi! (2024)
- Ho visto un re (2025)
- Nottefonda (2025)

### Trancendental
- Deposizione (1995)
- Il bagno turco (1997)
- Rinascimento (1998)
- Elvjs e Merilijn (1998)
- I giardini dell'Eden (1998)
- Entrance (2013)
- Lost Tapes I: Outtakes (2013)
- Lost Tapes II: Live @ Villa Ada (2013)
- Lost Tapes III: Live @ Studio G / Teatro Palladium (2013)
- Lost Tapes IV: Reharsal @ OasiStudio (2013)

### Scortilla
- Fahrenheit 451 (1984)
- Scortilla 1980-2005 (2006)
- Invisible (2010)
- Fahrenheit 451 - Nervous wave from Genova (2013)
- Fahrenheit 999 (2020)

## Premi e riconoscimenti
- David di Donatello
  - Nomination: Miglior compositore 2022 per Diabolik
  - Nomination: Miglior compositore 2021 per Non odiare
  - Nomination: Miglior canzone originale 2021 per Non odiare
  - David di Donatello per il miglior musicista 2018 per Ammore e malavita
  - David di Donatello per la miglior canzone originale 2018 per Ammore e malavita
  - David di Donatello per il miglior musicista 2014 per Song'e Napule
  - Nomination: Migliore canzone originale 2013 per Razzabastarda
  - Nomination: Migliore Colonna Sonora Originale 2009 per Si può fare[1]
  - Nomination: Migliore Colonna Sonora Originale 2003 per Casomai
  - Nomination: Migliore Colonna Sonora Originale 2000 per Ormai è fatta!
- Nastro d'argento
  - Nomination: Miglior Colonna Sonora Originale 2024 per Diabolik - Diabolik chi sei?
  - Nomination: Miglior Canzone Originale 2024 per Diabolik - Diabolik chi sei?
  - Nomination: Miglior Colonna Sonora Originale 2023 per Diabolik - Ginko all'attacco
  - Nomination: Miglior Colonna Sonora Originale 2022 per Diabolik
  - Nomination: Miglior Colonna Sonora Originale 2022 per Il silenzio grande
  - Nomination: Miglior Colonna Sonora Originale 2021 per Non odiare
  - Nastro d'argento per il miglior musicista 2018 per Ammore e malavita
  - Nastro d'argento per la miglior canzone originale 2018 per Ammore e malavita
  - Nomination: Migliore Canzone Originale 2015 per Le frise ignoranti
  - Nastro d'argento Migliore Colonna Sonora Originale 2014 per Song'e Napule
  - Nomination: Migliore Colonna Sonora Originale 2013 per Razzabastarda
  - Nomination: Migliore Colonna Sonora Originale 2009 per Complici del silenzio[1]
  - Nomination: Migliore Colonna Sonora Originale 2009 per Si può fare
  - Nomination: Migliore Colonna Sonora Originale 2007 per Maradona - La mano de Dios
  - Nomination: Migliore Colonna Sonora Originale 2007 per Piano 17
  - Nomination: Migliore Colonna Sonora Originale 2002 per Casomai
  - Nomination: Migliore Colonna Sonora Originale 1999 per Elvjs & Merilijn
  - Nomination: Migliore Colonna Sonora Originale 1997 per Il bagno turco
- Globo d'oro
  - Nomination Globo d'oro Miglior musica 2024 per Diabolik - Diabolik chi sei?
  - Nomination Globo d'oro Miglior musica 2018 per Ammore e malavita
  - Globo d'oro Miglior musica 2014 per Song'e Napule
  - Nomination Globo d'oro Miglior musica 2013 per Razzabastarda
  - Nomination Globo d'oro Miglior musica 2009 per Si può fare
  - Nomination Globo d'oro Miglior musica 1998 per Elvjs & Merilijn
  - Globo d'oro Miglior musica 1997 per Il bagno turco
- Bif&st
  - Premio Ennio Morricone per le migliori musiche 2018 per Ammore e malavita
  - Premio Ennio Morricone per le migliori musiche 2014 per Song'e Napule
- Ciak d'oro
  - Nomination: Migliore Colonna Sonora Originale 2023 per Diabolik chi sei ?
  - Nomination: Migliore Colonna Sonora Originale 2021 per Il silenzio grande
  - Nomination: Migliore Canzone Originale 2021 per Non odiare
  - Migliore colonna sonora 2018 per Ammore e malavita[2]
  - Migliore canzone originale 2018 per Ammore e malavita[2]
  - Nomination: Migliore Canzone 2013 per Razzabastarda
  - Nomination: Migliore Colonna Sonora Originale 2006 per Piano 17
  - Nomination: Migliore Colonna Sonora Originale 2000 per Harem suare